# Hålta socken
Hålta socken i Bohuslän ingick i Inlands Nordre härad, ingår sedan 1971 i Kungälvs kommun och motsvarar från 2016 Hålta distrikt.
Socknens areal är 29,35 kvadratkilometer varav 28,97 land. År 2000 fanns här 983 invånare. Småorterna Lökeberg och Risby samt tätorten Hålta med sockenkyrkan Hålta kyrka ligger i socknen.

## Administrativ historik
Hålta socken har medeltida ursprung.
Vid kommunreformen 1862 övergick socknens ansvar för de kyrkliga frågorna till Hålta församling och för de borgerliga frågorna till Hålta landskommun. Hålta landskommun hade bestånd till och med 1951, varefter den förenades med Jörlanda och Solberga landskommuner till Kode kommun som upplöstes 1971 då denna del uppgick i Kungälvs kommun.
1 januari 2016 inrättades distriktet Hålta, med samma omfattning som församlingen hade 1999/2000.  
Socknen har tillhört län, fögderier, tingslag och domsagor enligt vad som beskrivs i artikeln Inlands Nordre härad. De indelta soldaterna tillhörde Bohusläns regemente, Södra kompaniet och de indelta båtsmännen tillhörde 2:a Bohusläns båtsmanskompani.

## Geografi och natur
Hålta socken ligger nordväst om Kungälv och nordoöst om Marstrand med Älgöfjorden i nordväst. Socknen består av dalgångsbygd mellan delvis skogbeklädda bergshöjder.
Socknens båda naturreservat, Gullbringa och Hålta, ingår i EU-nätverket Natura 2000.
En sätesgård var Gullbringa säteri.

## Fornlämningar
Drygt 15 boplatser samt lösfynd från stenåldern har påträffats. Från bronsåldern finns gravrösen och några hällristningar. Från järnåldern finns ett fem gravfält.

## Befolkningsutveckling
Befolkningen ökade från 666 1810 till 1 054 1880 varefter den minskade till 525 1970 då den var som minst under 1900-talet. Därefter vände folkmängden uppåt igen till 809 1990.

## Namnet
Namnet skrevs 1388 Holta och kommer från prästgården. Namnet innehåller plural av holt(hult), 'liten skog, skogsdunge'.